# كأس العالم للكريكت 2023
كأس العالم للكريكيت للرجال 2023 هي النسخة الثالثة عشرة من كأس العالم للكريكيت للرجال، استضافتها الهند خلال شهري أكتوبر ونوفمبر 2023. هذه هي المرة الأولى التي أقيمت فيها المسابقة بالكامل في الهند. فقد قامت باستضافة ثلاث نسخ سابقة بشكل جزئي في 1987 و1996 و2011. كان من المقرر أن تقام البطولة في الفترة من 9 فبراير إلى 26 مارس 2023؛ ولكن في يوليو 2020 أُعلن أن البطولة ستأجل إلى أكتوبر ونوفمبر، مع تقارير تشير إلى تعطيل جدول التأهيل بسبب جائحة كوفيد-19.